# Lancasterkanone

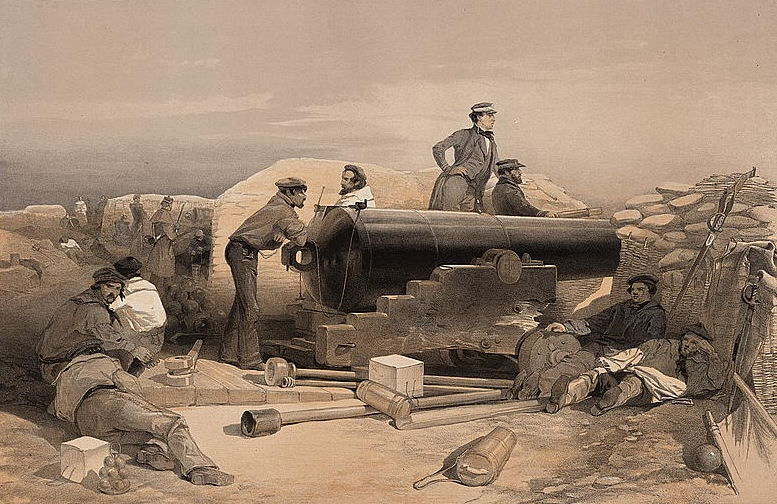
Lithografie „A Quiet Day in the Diamond Battery“: Porträt einer Lancasterkanone im Dezember 1854 im Einsatz im Krimkrieg.

Die Lancasterkanone ist ein nach ihrem Erfinder benanntes Geschütz, dessen Rohr einen elliptischen Querschnitt besaß und schraubenförmig gewunden war.
Die entsprechend geformten länglichen Geschosse bekamen bei dieser Kanone durch diese Ausprägung einen ähnlichen Drall, wie sie bei gezogenen Rohren hervorgebracht worden sind. Die Lancasterkanone wurde 1854 von den Engländern vor Bomarsund und 1855 auf der Krim benutzt, bewährte sich allerdings nicht und geriet in Vergessenheit.